# فهرست شخصیت‌های مجموعه کلاه‌قرمزی
این مقاله فهرستی از شخصیت‌های مجموعۀ نمایشی کلاه‌قرمزی ارائه می‌کند.

## کلاه‌قرمزی
کلاه‌قرمزی بچۀ عروسکی بازیگوش و تنبل و خوش‌قلب مجموعۀ تلویزیونی که در ابتدای ساخت سری‌های کلاه‌قرمزی به عنوان شخصیت اصلی محسوب می‌شد ولی رفته رفته شخصیت‌های دیگر نقش پررنگ تری گرفتند.

## پسرخاله
پسرخاله شخصیت اصلی مجموعه‌های اولیه کلاه‌قرمزی بعد از کلاه‌قرمزی بود و شخصیتی بسیار جدی و جوانمرد و بسیار قانع و از خود گذشته داشت که گویی نماینده طبقه کارگر در این مجموعه است و دوستان کارگر زیادی دارد که همگی دارای این خصوصیات هستند. او در دو فیلم کلاه‌قرمزی و پسر خاله و کلاه‌قرمزی و سروناز، در یک نانوایی کار می‌کند. همچنین در فیلم کلاه‌قرمزی و بچه ننه بنایی می‌کند.
از دیگر خصوصیات این شخصیت کمک به سالمندان و فقرا است.

## آقای مجری
آقای مجری با بازی ایرج طهماسب یکی از معدود شخصیت‌های غیر عروسکی این مجموعه است که نکات اخلاقی و تربیتی را به بچه‌ها گوش زد می‌کند.
با وجودی که آقای مجری جدی‌ترین شخصیت این مجموعه است ما هیچ‌کدام از شخصیت‌های عروسکی در مجموعهٔ کلاه‌قرمزی او را جدی نمی‌گیرند؛ مثلاً جیگر می‌آید و کف خانه را کثیف می‌کند یا فامیل دور درست زمانی که آقای مجری در حال صحبت با مخاطبان است زیر پای او رخت می‌شوید.

## فامیل دور
فامیل دور اهل شهری به نام دور است. کار و شغل او «در» است، و کارهایش با «در» سر و کار دارد. برای درها اهمیت بسیار زیادی قائل است و برای مثال دوست ندارد کسی درب جایی را باز بگذارد یا آن را محکم باز کند یا ببندد. یکی از تکیه‌کلام‌های او شعری است که آن را در موقعیت‌های گوناگون در حتی گاهی بی‌ربط می‌خواند: «که با این در اگر در بند درمانند، درمانند.» او مردی عامی، تعارفی، زودرنج و بذله‌گوست با مهر پدری فراوان نسبت به فرزندش.
فامیل دور اولین بار در اولین قسمت از کلاه‌قرمزی ۹۰ هنگام خانه‌تکانی شخصیت‌های اصلی برنامه و از زیر فرش پیدایش شد که داشت زیرش استراحت می‌کرد در حالی که کلاه فرم سبزرنگ نگهبانی بر سر داشت. معرف او در این صحنه پسرعمه زا بود و این‌طور که بعداً گفت این پسرعمه زا بود که او را دعوت کرده بود. او که تازه از دور آمده بود این‌طور توضیح داد که آن‌هایی که در کار «در» هستند فرش را به عنوان لحاف به روی خود می‌کشند. وی بسیار علاقمند به رانندگی اما فاقد گواهینامه است و همین امر کشمکش و گله گذاری گاه به گاه او با مجری بر سر قرض گرفتن ماشین را در پی دارد. او در ابتدا از شخصیت‌های ببعی، جیگر، گابی و دیوی می‌ترسید اما به مرور ترسش ریخت. فامیل دور در کلاه‌قرمزی ۹۱ با شخصیتی به نام دوره ازدواج کرد و پس از ۲ سال بچه دار شد و نام بچه خود را بچه فامیل دور گذشت که در کلاه‌قرمزی ۹۳ به گروه پیوست. او که در فصل‌های ابتدایی شخصیتی بسیار ترسو و صدایی همیشه لرزان داشت، به مرور اعتماد به نفس قابل توجهی به دست آورد که گاه رنگ عصبانیت پیدا می‌کرد، از جمله در تهدید ببعی به فروش، با نصب تابلوی «گوسفند زنده» و درگیری با خونه بغلی بر سر پیژامه و رانندگی ماشین. او در سال‌های اول حضورش دَربان خانه مجری بود اما به علت اختلافات زیاد، از این کار برکنار شد.
به مرور زمان با کاهش نقش‌آفرینی کلاه‌قرمزی، پسرخاله، پسرعمه زا و آقوی هم ساده در مجموعهٔ کلاه‌قرمزی و پررنگ‌شدن نقش فامیل دور، این شخصیت توانست بار اصلی نقش‌آفرینی سایر عروسک‌ها را بر عهده بگیرد.

## دختر همسایه
دختر همسایه، دختر همسایه آقای مجری است که معمولاً به آقای مجری سپرده می‌شود. وی به خانمی به نام فرشته (فرشته جون) علاقه دارد و گاهی پیش آقای مجری از او تعریف می‌کند یا غیبت می‌کند. او تحت تأثیر برنامه‌های تلویزیونی که در ایران برای کودکان ساخته می‌شود قرار گرفته و تکه کلامش «دست و جیغ و هورا»ی بلند است.

## جیگر
جیگر نام شخصیت عروسکی است که شکل یک کره الاغ ساخته شده. او بر اساس فرهنگ عامه یا فولکلور مردم ایران که معتقدند الاغ‌ها قوی هستند، زور زیادی دارد. جیگر ساده، خوش‌قلب و کمی تندخو است. با وجود اینگه او در درک مسائل کند است اما تلاش می‌کند تا جایی که می‌تواند به دیگران کمک کند، اگرچه تلاشش معمولاً نتیجهٔ عکس می‌دهد. جیگر زود عصبانی می‌شود و از به کار بردن نام خر یا الاغ برای خودش خوشش نمی‌آید و حتی به کلماتی مثل خرکیف، خرمهره و خرگوش نیز واکنش نشان می‌دهد. جیگر بعضی از حرف‌هایش را سه بار تکرار می‌کند (مانند پاسخش به اسم خر، جیگرم جیگرم جیگرم). جیگر علاقهٔ زیادی به خوردن سُس دارد و گاهی در این خصوص نصیحت می‌شود. او نیز به همراه پسرعمه زا از روستا و به همراه او به شهر آمده.

### ممنوع‌التصویر شدن جیگر
در سال ۱۳۹۱ خبرگزاری میراث فرهنگی به نقل از روابط عمومی شبکه دو اعلام کرده که این شخصیت ممنوع‌التصویر شده! اما این خبر تکذیب شد.

## گابی
گابی یک گاو عروسکی است که در روستا به همراه بی بی زندگی می‌کرده و برای روزهای عید نوروز به شهر آمده. او بسیار خوش‌اشتهاست و علاقهٔ زیادی به نون خشک و سبزیجات دارد، اما در هنگام گرسنگی چندان سختگیر نیست و همین موضوع گاهی دستمایه‌ای می‌شود برای موقعیت‌ها و گفتگوهای طنز در این مجموعه. اضافه وزن او گاه دستاویزی می‌شود تا آقای مجری پندهایی در مورد اهمیت ورزش و انتخاب خوراکی‌های سالم بدهد. گابی رفتاری کودکانه دارد و غلط بودن بعضی رفتارها را نمی‌داند؛ بادگلوهای بی‌اختیار او (یا بقول خودش شِکِلفِک) مخصوصاً وسط نمایش گاهی باعث رنجیدن بقیه عروسک‌ها می‌شود. گابی، عاطفی، ساده، رک، راستگو، حساس و شدیداً قلقلکی است و از اینکه دیگران به او دست بزنند خوشش نمی‌آید. او برای فامیل دور احترام زیادی قائل است و برخلاف دیگر شخصیت‌ها او را «آقای دور» خطاب می‌کند، اما برعکس گاهی سر به سر جیگر می‌گذارد و او را «خر» می‌نامد. گابی کمی شُل صحبت می‌کند، لهجه‌ای من درآوردی دارد و چون مدرسه نرفته معنای بعضی از واژه‌ها را نمی‌داند. صداپیشهٔ گابی علی سرابی است.

## پسرعمه زا
پسرعمه زا، پسر عمه کلاه‌قرمزی است که در روستای کلاه‌قرمزی‌آباد زندگی می‌کرده و برای دیدن کلاه‌قرمزی و در روزهای عید نوروز به شهر آمده و در خانه مجری ماندگار شده و وارد داستان‌های کلاه‌قرمزی شده.
پسرعمه زا شخصیتی شر و شیطان و سر به هواست که می‌تواند مابازاهای بیرونی هم داشته باشد. او با آداب و سنت‌های شهری آشنایی ندارد و حرف‌های خود را رک و بدون هیچ ملاحظه‌ای می‌گوید و به همین خاطر ممکن است بی‌ادب به نظر برسد. پسرعمه زا در ابتدا به زبان فارسی مسلط نبود و مجری صحبت‌های وی را متوجه نمی‌شد اما به مرور بهتر شد. او به شکل خاص با دختر همسایه لج است، و گاه بعد از بگو مگو از او می‌پرسد که چرا هیچ‌وقت در خانه خودشان نیست.
این شخصیت از نظر ظاهری شبیه کلاه‌قرمزی است. مرضیه محبوب عروسک‌ساز در مورد چرایی شباهت بیشتر عروسک‌های جدید مجموعهٔ کلاه‌قرمزی به کلاه‌قرمزی، حتی فامیل دور با آن سر طاس و سبیل، همهٔ آن‌ها را از یک قوم و محله می‌داند که شاید از نظر خونی نسبتی با هم نداشته باشند اما به قول پسرعمه زا آن‌ها از یک ده آمده‌اند؛ ده کلاه‌قرمزی‌آباد.

## ببعی
او گوسفندی است که بیشتر به زبان انگلیسی و گاهی فارسی حرف می‌زند. از جمله مشخصه‌های او تکرار کردن بعضی از عبارت‌هایی است که دیگران می‌گویند. ببعی آقای مجری را به انگلیسی ترجمه می‌کند aigry (آیگری).
ببعی مثل جیگر و دیبی عیدی بی بی به کلاه‌قرمزی است. شخصیت گوسفندی یا همان ببعی، ایدهٔ خود ایرج طهماسب بود. در سال ۱۳۸۹ هنگامی که تمرین‌های پیش از مجموعهٔ کلاه‌قرمزی ۹۰ شروع شد، ایرج طهماسب به عوامل برنامه گفته بود که احتمالاً امسال یک عروسک گوسفند به گروه اضافه خواهد شد. در یکی از جلسات تمرین، مرضیه محبوب طی سفارشی که از طهماسب گرفته بود عروسک‌های ساخته‌شده را آورد. همهٔ صداپیشه‌ها روی عروسک ببعی صحبت کردند تا در نهایت ایرج طهماسب صدای محمد بحرانی را انتخاب کرد که شاید در نظر اول، دورترین صدا به چهرهٔ عروسک ببعی بود. ذهنیت اولیه میان سازندگان این مجموعه این بود که صدای «ببعی» خیلی ناز و گوگولی باشد، اما ایرج طهماسب صدای محمد بحرانی را پسندید که تضاد بیشتری با چهرهٔ عروسک داشت. انگلیسی‌صحبت‌کردن «ببعی» هم به این صورت اتفاق افتاد که در یکی از قسمت‌های کلاه‌قرمزی ۹۰ طهماسب گفت در یکی از صحنه‌ها کتابی جلوی «ببعی» قرار داشته باشد و پیشنهاد داد که کتاب انگلیسی باشد. در ادامهٔ شکل‌گیری شخصیت ببعی نیز خود طهماسب نقش اصلی را داشت.
عروسک‌گردانی ببعی در این مجموعه بر عهدهٔ بنفشه صمدی بود و محمد بحرانی وظیفهٔ صداپیشگی را بر عهده داشت.

## آقای همساده
آقای همساده نام انسان عروسکی است که نماد یک همسایه خوش‌قلب ولی بدشانس را در این مجموعه تلویزیونی بر عهده دارد که به اتفاقات بد زندگی‌اش می‌خندد. درحالی‌که اتفاقاتی که تعریف می‌کند بسیار دور از باور هستند و احتمال وقوع آن‌ها غیرممکن است، به نظر او این اتفاقات خیلی ساده است و ممکن است برای هرکسی پیش بیاید. این شخصیت خیلی صحبت می‌کند.
شخصیت همساده یک هفته قبل از شروع ضبط به گروه عروسک‌ها اضافه شد و در جلسات تمرین پیش از ضبط کلاه‌قرمزی ۹۱ ایرج طهماسب، صدای محمد بحرانی را با همان لهجهٔ شیرازی برای این شخصیت پسندید. از همان روز اول ایرج طهماسب در توصیف این شخصیت به عوامل تولید گفت: همساده شخصیتی است که با بدبختی‌هایش می‌خندد. صداپیشهٔ این شخصیت هم با استفاده از این ایدهٔ اولیه و با مشاوره با ایرج طهماسب و با یک‌ سری خاطره‌سازی و پرداخت به گذشته این شخصیت شکل گرفت. خاطرات «همساده» در لحظه توسط صداپیشهٔ این شخصیت، محمد بحرانی شکل گرفته‌اند. او پیش از ضبط به این که او چه بگوید فکر نمی‌کرد چون می‌خواست هنگام ضبط این خاطرات تازگی داشته باشند و برای خود وی هم خنده‌دار باشند تا موقع تعریف خاطره خنده‌هایش واقعی باشند.

## گیگیلی
گیگیلی دوست کلاه‌قرمزی و بسیار تنبل است و به بازی‌های کامپیوتری و هر فعالیتی که حرکت بدنی نیاز ندارد علاقه دارد. خانوادۀ او نیز بسیار تنبل هستند و همین تنبلی مایۀ طنز در این شخصیت است، او و خانواده‌اش در انجام کارهایشان بسیار کند و خونسرد هستند و همین موضوع برایشان دردسرهای بسیاری را ایجاد می‌کند. و البته کلاه‌قرمزی بسیار او را دوست دارد ولی گیگیلی با او حال نمی‌کند چون تنبل است. یک دوال‌شاک دست گیگیلی است که گیگیلی تظاهر می‌کند بازی کامپیوتری می‌کند اما با این حال زیاد به دست نمی‌گیرد.

## عزیزم ببخشید
عزیزم ببخشید فرزند لطفاً نام شخصیت عروسکی است که از نوروز ۱۳۹۳ در مجموعه کلاه‌قرمزی ۹۳ توسط فامیل دور به مخاطبان معرفی شد.
این شخصیت از همان روزهای نخست توانست محبوبیت زیادی در میان بینندگان پیدا کند.
این شخصیت را احسان کرمی صدا پیشگی می‌کند.

### ویژگی‌های شخصیتی
او خدمتکار فامیل دور است که برای کمک به او در پرورش بچهٔ فامیل دور استخدام شده.
عزیزم که جزئی‌نگری و انجام کارها درست با همان جزئیات و سلیقهٔ کارفرما شهره است با این جزئی‌نگری مفرطش و سؤال‌پرسیدن‌های بی‌پایانش عموماً کار فرمایش را چنان کلافه می‌کند که شخص از خواسته‌اش پشیمان می‌شود.
او هنرمند نیز هست و علاوه‌بر خدمتکاری، به سینی‌نوازی هم می‌پردازد. سینی او سینی فلزی‌ای است که ساز ضربیِ اوست که از پدرش، لطفاً، به او به ارث رسیده و آن را از خود جدا نمی‌کند به‌طوری‌که همان‌طور که آن را به زیر بغل زده به رخت‌خواب می‌رود و می‌خوابد. به مرور در طول حضور عزیزم در کلاه‌قرمزی ۹۳ او بیشتر روی سینی‌نوازی‌اش متمرکز می‌شود و حتی آهنگ‌هایی هم می‌سازد و پیشنهاد اجرای برنامهٔ سینی‌نوازی در خارج از کشور می‌گیرد.

### ویژگی‌های ظاهری
عزیزم ببخشید فرزند لطفاً مردی میانسال است با اندامی ریزنقش و چشمانی مشکی و خود را یک مرد تیپیکال شرقی می‌نامد. او موهای مشکی و فرفری و سبیلی خرمایی‌رنگ دارد. پیشانی او بلند است و موهایش در قسمت پیشانی ریخته‌اند. سبیل او تمیز است و مرتب کوتاه‌شده و به دو طرف تابانده شده‌اند. ابروان او نیز ابروانی کوتاهند. او عموماً روپوشی سفید به تن و سینی فلزی‌ای به دست دارد. ببخشید همان عروسک دلاک است که در کلاه‌قرمزی ۹۱ حضور داشت.

## بچه فامیل دور
بچهٔ فامیل دور نام شخصیتی عروسکی از مجموعه تلویزیونی کلاه‌قرمزی است که نخستین بار در سری کلاه‌قرمزی ۹۳ از شبکه دو سیما پخش شد.

### نخستین حضور
در قسمت ۴ عید فروردین ۱۳۹۳، فامیل دور به همراه همسرش دوره در برنامه حاضر شد و پس از انتقال به بیمارستان و زایمان، بچهٔ فامیل دور به دنیا آمد.

### بازگشت حضور
در فصل سوم مهمانی از قسمت ۵ به بعد حضور می یابد.

### ویژگی‌های شخصیت
- این شخصیت شباهت زیادی به پدرش فامیل دور دارد.
- از تکیه‌کلام‌های این شخصیت می‌توان به موارد زیر اشاره کرد:

1. "چه شده؟"
2. "کیه کیه درّرررر میزنه؟ کیه کیه درّرررر میزنه؟"
3. "پیششششتونک "
4. «سیر داغ… سیرداغ» که به جای سیرداغ گفتن پدر استفاده می‌شود.
5. «پدرررررررر… پدررررررر» که برای صدا کردن فامیل دور استفاده می‌شود
6. "چه جوری بودم؟" که بعد از گریه کردن و جیغ کشیدن به پدرش فامیل دور می‌گوید
7. "بَرَه؟... بَرَه؟..." به جای بله؟ بله؟ (مثل فامیل دور)
8. خیلی ممنون عزیزم
9. دست از سرم بردار
10. کم پیدایی
11. من اینجا رو به آتیش می‌کشم!
12. پیستخ و تخو، تتخو (موقعی که شعر می‌خواند)
13. من کوچولو موچولو هستم
14. عمویی
15. نوروزتان پیروز. عزیزم

### عوامل
- عروسک‌ساز: مرضیه محبوب
- عروسک‌گردان: علی اعتصامی فر[۱۴]
- صداپیشه: محمد لقمانیان

## دیبی
دیبی شخصیتی عروسکی از مجموعهٔ نمایشی کلاه‌قرمزی است که از کلاه‌قرمزی ۹۳ به جمع شخصیت‌های این مجموعه پیوست.

### تاریخچه
دیبی نیز مانند ببعی (۱۳۹۰) و جیگر (۱۳۹۱) عیدی بی‌بی به کلاه‌قرمزی است که در واقع دیوبچه‌ای است که همراه با والدینش در زیر زمین زندگی می‌کرد ولی چون آب‌های زیر زمین تمام شدند همراه والدینش به سطح زمین آمد و بعد هم که به عنوان عیدی به کلاه‌قرمزی رسید.
در قسمت‌های پایانی کلاه‌قرمزی ۹۳ آقای مجری به پیشنهاد فامیل دور او را به عنوان فرزندخوانده به خانم‌جان و شوهرش آقای باغبان می‌سپارد که هم ازدواجشان را از شکست نجات دهد و هم خودشان از دردسرهای نگه‌داری از دیو رها شوند.

### ویژگی‌های شخصیتی
دیبی هنوز کودک است و بسیار ماچی به‌طوری‌که ملتمسانه از دیگران می‌خواهد که ببوسندش. او که همه‌چیز را وارونه می‌فهمد، وارونه نیز عمل می‌کند، به عنوان مثال اگر بگویی بنشین می‌ایستد و اگر بگویی بایست، می‌نشیند. همین‌طور هر کاری که بگویی نکند را می‌کند و بالعکس. یکی از مشهورترین جمله‌های او «ازت متنفرم» است که با احساسی عمیق می‌گوید و منظورش این است که «دوستت دارم».
او آب زیاد دوست دارد. درحالی‌که در ابتدا گفته می‌شد تنها آب می‌نوشد اما در کلاه‌قرمزی ۹۴ میوه نیز می‌خورد. هر بار که آب می‌خورد، کمی آب می‌خورد، ولی تعداد دفعاتی که آب می‌خورد زیاد است.
از دیگر ویژگی‌های دیبی خندیدن شدیدش است که منجر به غلتیدن بر روی زمین می‌شود.
در قسمت‌های آخر کلاه‌قرمزی ۹۳ او از خودش رفتاری تازه نشان می‌داد که بر اساس آن گردنش را ۱۸۰ درجه می‌گرداند و عقب‌عقب راه می‌رفت.

## قوچ
در قسمت پایانی کلاه‌قرمزی ۹۴ در تاریخ ۹۴/۱/۲۱ قوچ به عنوان عیدی از طرف بی‌بی معرفی شد. چیزی حدود ۱۰۵ بچّه دارد که عدد دقیقش «از شمار دررفته»، چون کلّه‌اش می‌خارد همه را شاخ می‌زند، راه پیمودنش پران‌پران و پوی‌پوی است، خوراکش دو پر ریحان و دو پر گشنیز کوهی است و اگر ترب هم گیر بیاورد «تا قلّه می‌رود»، گهگاه بیت‌هایی حماسی می‌خواند و پارسی‌گوی بدی نیست، چهره‌اش زخم دارد که پیدا نیست در «جنگ تربچگان» از گرگ خورده یا در ادامه همان جنگ از اژدها یا چون یکی از فرزندان را در آغوش داشته و سر فرزندش خاریده، زده!
قصّه‌های خیلی کوتاهِ بی‌سرانجام تعریف می‌کند و در خواب خودبه‌خود جوش می‌آورد و سر و صدا می‌کند و حرف‌هایش را شمرده می‌آغازد و تند و نامفهوم به پایان می‌برد.
روابطش با دیگران بدک نیست. در اوّلین قسمت که آمد زد همه را ناکار کرد. کلّه‌اش می‌خارید. رنجید از اینکه زنگ به بی‌بی زده‌اند که او برگردد. آقای مجری چون دید بی‌بی باز حیوانی پیشکش فرستاده، پس افتاد. داستان گفتن شبانه‌اش را جگر نمی‌فهمد. ببییِ دکتر دلش آرام می‌گیرد که یکی هست که زورش به گرگ می‌چربد.
گوش قوچی سنگین است. یکی از گوش‌هایش ناشنواست. این است که هر چیز را دوّمین بار و به فریاد درمی‌یابد.
دیگر که در صخره‌ها می‌زیسته و هر روز از کوه بالا می‌رفته.
ریختش هم خوب است. پشم قهوه‌ای مجعّد پرپشت دارد و شاخ‌هایی پیچ‌خورده و کوتاه کم و بیش به تمامی چسبیده به سر.
قوچی تلفن دستی هم دارد. بی‌بی به موبایلش زنگ زد.
حمام هم نرفته و بو می‌دهد و پی آب روانی است که تنی بشوید و شوخ از تن بزداید.

## گدا
این شخصیت، فقیری است که با لهجه محلاتی و استفاده هنرمندانه از اصطلاحات محلاتی(محلات، شهری در استان مرکزی که به شهر گلها معروف است) به شکلی ماهرانه کمک دریافت می‌کند تا در دبی ویلا بخرد و برای سفر و تفریح به پاریس، میلان، رم، تورنتو و کپنهاگ می‌رود! برای تهیه جت اسکی پسرش و پیانوی دخترش دچار مشکل است! او همچنین از کوچکی ویلای دبی خود شکایت دارد!
او در کلاه‌قرمزی ۹۴ از دریافت پول نقد خودداری می‌کند و از آقای مجری می‌خواهد که از دستگاه کارتخوان استفاده کند. او دلیل اینکار را پیشرفت و دوری از آلودگی‌های پول نقد بیان می‌کند! در کلاه‌قرمزی ۹۷ او حتی دستگاه کارتخوان هم ندارد و درخواست می‌کند تا از پرداخت اینترنتی برای کمک به او استفاده کنند. او همچنین برای گسترش کار خود در شبکه‌های اجتماعی نیز بسیار فعال شده‌است!
از تکیه‌کلام‌های این شخصیت می‌توان به موارد زیر اشاره کرد:
فقیرِم! غریبِم! کمک کن! نمیرِم!
یک سال پس از ورود دیبی به کلاه‌قرمزی در سال ۱۳۹۴ عروسک جدیدی به نام خونه بغلی به کلاه‌قرمزی اضافه شد صدا پیشه او هوتن شکیبا است. شغل او فروش آهن آلات و ضایعات است و موقع حرف زدن صدایش را بلند می کند و می گوید: «آهن‌آلات! ضایعات! شیرآلات! بیا!» شکیبا طوری صدایش را روی این عروسک تنظیم کرد که خیلی سخت می فهمیدیم صدا پیشه دیبی و خونه بغلی یکی است وی در قسمت هفتم مهمونی ۱۴۰۳ به این مجموعه آمد و در روز یازده خرداد ماه ۱۴۰۳ در برنامه مهمونی یک آهنگ کردی اجرا کرد وی دشمن فامیل دور است. 

## پی‌نوشت
1. 1 2 3 4 5  طهماسب و دیگران، «قسمت اول»، کلاه‌قرمزی ۹۰.
2. ↑  روزبان و  فنی‌زاده، «بعد از کلاه‌قرمزی فامیل دور را…»، مهر.
3. ↑  صدفی، «نقد برنامه‌های نوروز تلویزیون»، ایسنا.
4. ↑  طوسی، «دیو و دلبر»، اعتماد، ۱۶.
5. ↑  http://www.bbc.co.uk/persian/arts/2012/08/120827_l44_jighar_prohibited.shtml
6. ↑  سلطان‌احمدی، «جذابیت «کلاه قرمزی» مدیون…»، سوره سینما.
7. ↑  مهاجر و  محبوب، «کلاه‌قرمزی و پسرخاله شناسنامه دارند»، جام‌جم.
8. 1 2 3 4  میرفندرسکی، مالکی و  بحرانی، همهٔ گروه در موفقیت این مجموعه نقش داشتند.
9. 1 2 3  عیدی‌زاده و  بحرانی، «خودم شیرازی هستم»، خبرآنلاین.
10. ↑  «شفاف نیوز: "محمد بحرانی: از صحبت به جای "ببعی" بسیار راضی هستم"». بایگانی‌شده از اصلی در ۶ ژوئیه ۲۰۱۵. دریافت‌شده در ۲ ژوئیه ۲۰۱۵.
11. ↑  «شاهرود نیوز: مصاحبه با سازندگان کلاه قرمزی، پدیده سال ۹۱». بایگانی‌شده از اصلی در ۲۹ اکتبر ۲۰۱۳. دریافت‌شده در ۲۵ اکتبر ۲۰۱۹.
12. 1 2 3 4 5 6 7 8 9  طهماسب، جبلی و  کرمی، کلاه‌قرمزی ۹۳.
13. ↑  «بچه داری فامیل دور در کلاه قرمزی». خبرآنلاین. ۱۲ فروردین ۱۳۹۱.
14. ↑  «نسخه آرشیو شده». بایگانی‌شده از اصلی در ۵ آوریل ۲۰۱۵. دریافت‌شده در ۲ آوریل ۲۰۱۵.
15. 1 2 3 4 5 6 7 8  طهماسب و  جبلی، کلاه‌قرمزی ۹۳.
16. ↑  ترکمن، «از همه‌تون متنفرم!»، جهان صنعت، ۸ (فرهنگ و هنر).
17. ↑  تابناک. «گدایی با کارت خوان گامی رو به جلو!».